# José María Rodríguez Barberá
José María Rodríguez Barberá (Daia Nova, 30 d'agost de 1947) és un polític valencià establert a Mallorca, militant del Partit Popular de les Illes Balears (PP).
Després de les eleccions municipals espanyoles de 1995 i 1999 fou nomenat tinent de batlle de l'Ajuntament de Palma. Fou conseller d'Interior del Govern Balear de 2003 a 2007 i senador al Senat Espanyol designat pel Parlament de les Illes Balears. El 30 de desembre de 2011 fou nomenat delegat del Govern espanyol a les Illes Balears i el 2 de gener del 2012 prengué possessió. El juliol del mateix any dimití d'aquest càrrec.